# École Hara

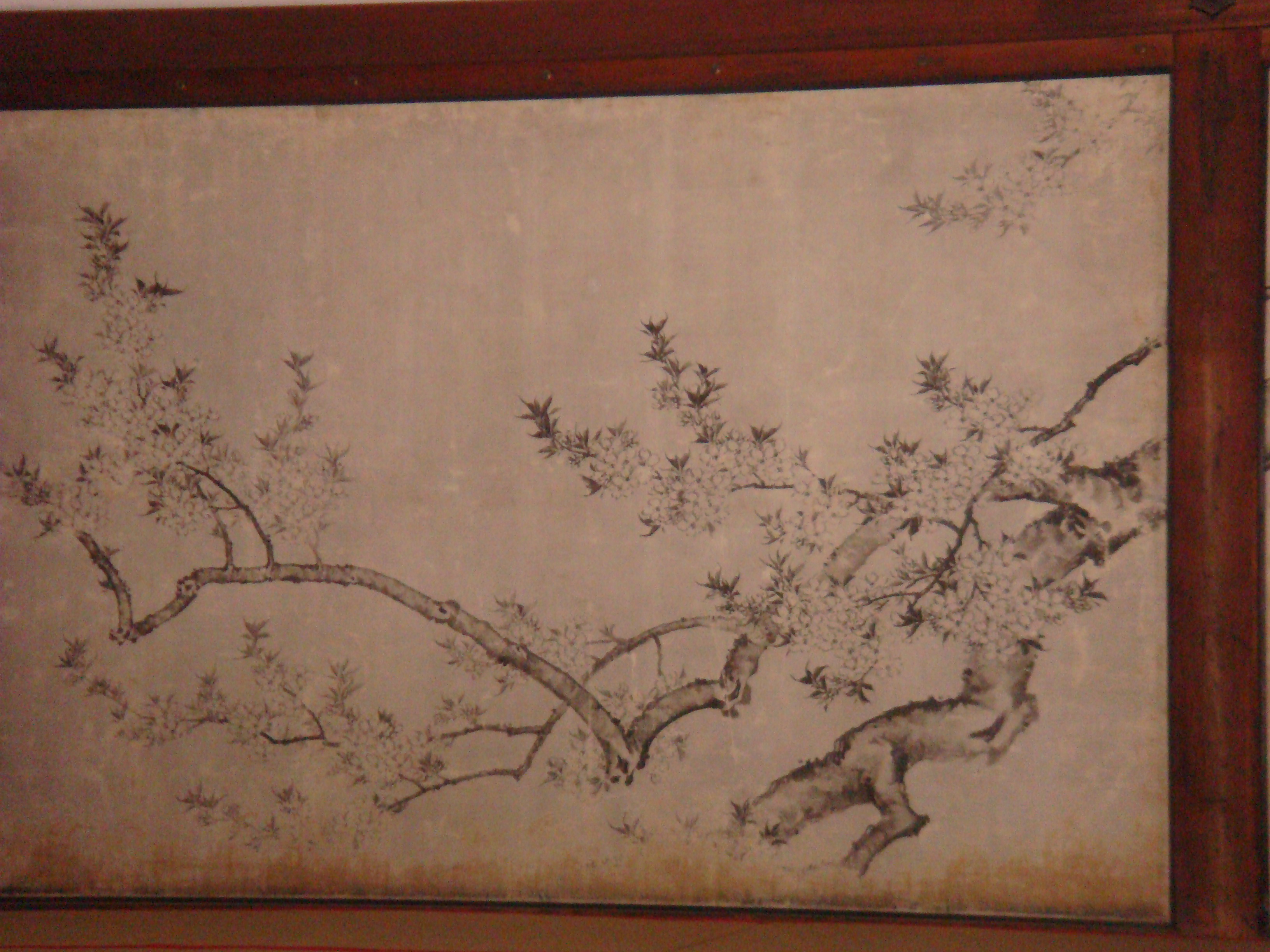
Tableau de Hara Zaichū au palais impérial de Kyoto

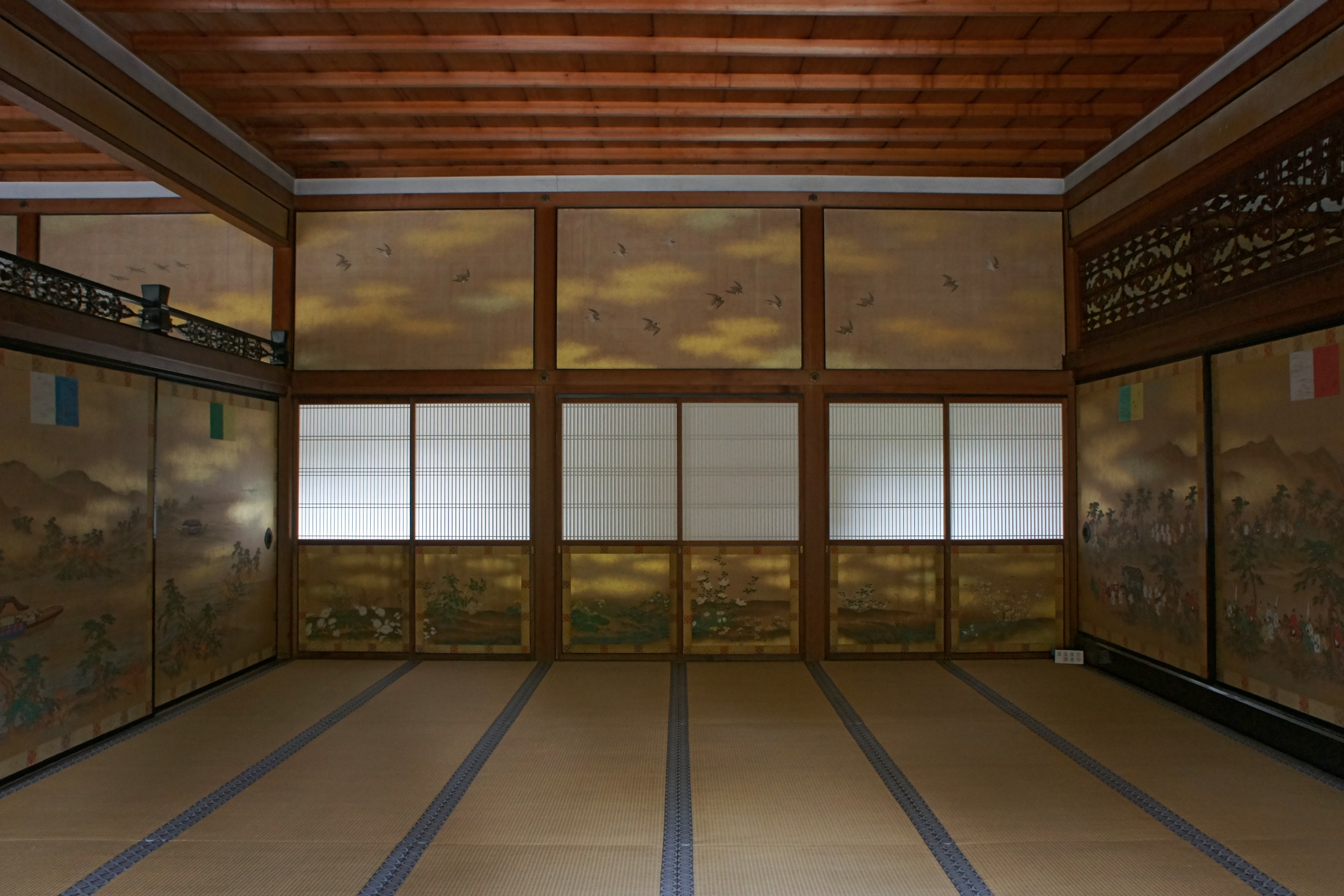
Peintures au Ninna-ji par Hara Zaisen

L'école Hara est un atelier de peinture japonais établi à la fin de l'époque d'Edo à Kyoto, qui a continué comme entreprise familiale jusqu'au début du XXe siècle. Les artistes Hara étaient des peintres auprès de la cour impériale qui exerçaient une grande influence au sein des cercles artistiques de Kyoto. Ils ont créé des peintures pour divers temples et sanctuaires ainsi que pour le palais impérial de Kyoto.

## Écoles de peinture de la fin de l'époque d'Edo
La production artistique au cours de l'époque d'Edo au Japon est dominée par des « écoles », ateliers professionnels organisés le long de lignées patriarcales. Elles ont pour double objectif de former des peintres pour fidèlement perpétuer les techniques de l'école et de produire des œuvres propres à satisfaire la demande des clients. L'art est en grande partie le domaine de mécènes privés et de connaisseurs, sa production étant assurée par les commandes des nobles, des daimyo, des temples et des sanctuaires. Ce n'est que tard au XIXe siècle que l'art est devenu accessible au public avec l'ouverture en 1872 du premier musée du Japon.
Les écoles sont caractérisées par une structure de famille élargie fondée sur l'hérédité par naissance ou adoption et sont calquées sur le système des guildes médiévales. Les ateliers tiennent également leur inspiration de l'edokoro, atelier de peintures dirigé par le gouvernement. Le système d'ateliers de la fin de l'époque d'Edo possède quatre caractéristiques : la primauté de la lignée de sang, la transmission héréditaire des compétences de mâle en mâle, le positionnement de l'homme le plus âgé à la tête comme seul directeur et des alliances avec d'autres ateliers par contrat ou mariage.
La capacité artistique est définie comme une combinaison de shitsuga (質画) et de gakuga (学画) : compétence innée et acquise à la peinture. Les élèves entrent dans les ateliers encore enfants, non pas principalement sur la base de leur talent mais sur celle de leur statut. Certains studios déterminent strictement les activités de loisirs des étudiants tels que l'alcool et la socialisation, ce qui est facilité par le fait que les élèves vivent traditionnellement selon le statut de uchi deshi. L'étude est une activité sérieuse et qui demande du temps : « l'étudiant qui réussit passe des années à se former, temps pendant lequel il développe endurance physique, auto-discipline, persévérance, capacité à gagner sa vie par lui-même, aisance en compétences techniques et une bonne compréhension de l'esthétique et des considérations spirituelles requises d'un peintre dévoué ». La plupart étudient pendant plus de dix ans avant d'être autorisés à se présenter aux diplômes, si même ils sont autorisés à le faire. L'apprentissage commence par des tâches subalternes et l'« observation discrète ». Tandis que les élèves travaillent leur chemin jusqu'au rang d'étudiants de tête (deshi gashira), leur relation à leur mécène est comparable à celle d'un obligé à son seigneur. Bien que les plus âgés sont généralement appelés sensei (professeurs), certains élèves s'adressent à leurs instructeurs comme tonosama, titre honorifique pour un seigneur féodal.
Bien que les apprentis sont là pour apprendre, ils constituent également un important vivier d'emplois, leur production artistique contribuant financièrement à l'école. En règle générale, le chef décrit d'abord en détail la composition globale et les élèves se répartissent alors les tâches supplémentaires. Cela profite à la fois à l'école et au protecteur, permettant à la première de prendre d'importantes commissions à grande échelle et assurant au second l'achèvement en temps opportun de ses commandes sous la responsabilité ultime du chef de la maison.
Les modes de transmission de l'artisanat sont fondés sur ceux établis en Chine et consistent à copier très méthodiquement des images-échantillons jusqu'à ce qu'elles puissent être reproduites de manière adéquate sans regarder le modèle. Cela est pratiqué d'un certain nombre de façons, y compris par l'utilisation d'edehon, « modèles picturaux contenant des croquis de choses telles que des formes idéales, des sujets et des objets qui sont copiés à plusieurs reprises à des fins d'études dans l'apprentissage de la peinture ». Cette méthode est ardemment employée par l'école Kanō qui veut garantir que ses principes ne sont pas dilués au travers de son vaste réseau de peintres. La cohérence est également maintenue par le biais de manuels écrits détaillant des secrets commerciaux tels que les pigments et la technique du pinceau.

## Principaux artistes de l'école Hara
|   | Nom principal        | Dates       | Nom de naissance  | Azana/ Gō/ Noms alternatifs                               |
| - | -------------------- | ----------- | ----------------- | --------------------------------------------------------- |
| 1 | Hara Zaichū (原在中) | 1750 – 1837 | Chien (致遠)      | Shijū (子重), Gayū (臥遊)                                 |
| 2 | Hara Zaimei (原在明) | 1778 – 1844 | Chikayoshi (近義) | Shitoku (子徳), Shashō (写照)                             |
| 3 | Hara Zaishō (原在照) | 1813 – 1872 |                   | Shisha (子写), Kanran (観瀾), Nankei (南荊), Yūran (夕鸞) |
| 4 | Hara Zaisen (原在泉) | 1849 – 1916 |                   | Shikon (子混), Shōtō (松濤)                               |
| 5 | Hara Zaikan (原在寛) | 1884 – 1957 |                   | Shoun?                                                    |
| 6 | Hara Arinao (原在修) | 1922 – ?    |                   |                                                           |

## Hara Zaichū

### Biographie
Hara Zaichū naît en 1750 sous le nom Hara Chien (致遠) à Kyoto où il demeure toute sa vie. Bien que sa famille est composée de brasseurs de saké, Zaichū suit sa passion pour l'art. Il étudie les techniques de peinture de l'école Kanō alors dominante auprès du maître Ishida Yutei (石田幽汀) (1721–86) et reçoit des leçons de peinture bouddhique de Yamamoto Tan’en (山本探淵) (? – 1816). Zaichū a également la possibilité d'accéder aux peintures de l'époque Ming de Chine dans les collections de quelques sanctuaires et temples de Kyoto.
Zaichū étudie auprès de  Maruyama Ōkyo (円山応挙) (1733–95) qui devait devenir l'un des artistes les plus influents de l'époque d'Edo et commence sa propre école de peinture. La question s'est posée de savoir si Zaichū a été l'élève de Maruyama. À la suite du décès de ce dernier, Zaichū a prétendu que cela n'avait pas été le cas mais ce point a été contesté par des membres de l'école de Maruyama, plus particulièrement Kishi Ganku, le rival de Zaichū. De nombreuses biographie modernes décrivent Zaichū comme l'« élève » et Maruyama comme son « professeur ». Quoi qu'il en soit, Zaichū est fortement influencé par Maruyama ainsi que par les styles des écoles Kanō et Tosa. À partir de ces diverses influences, Zaichū fonde l'école Hara au milieu des années 1770.

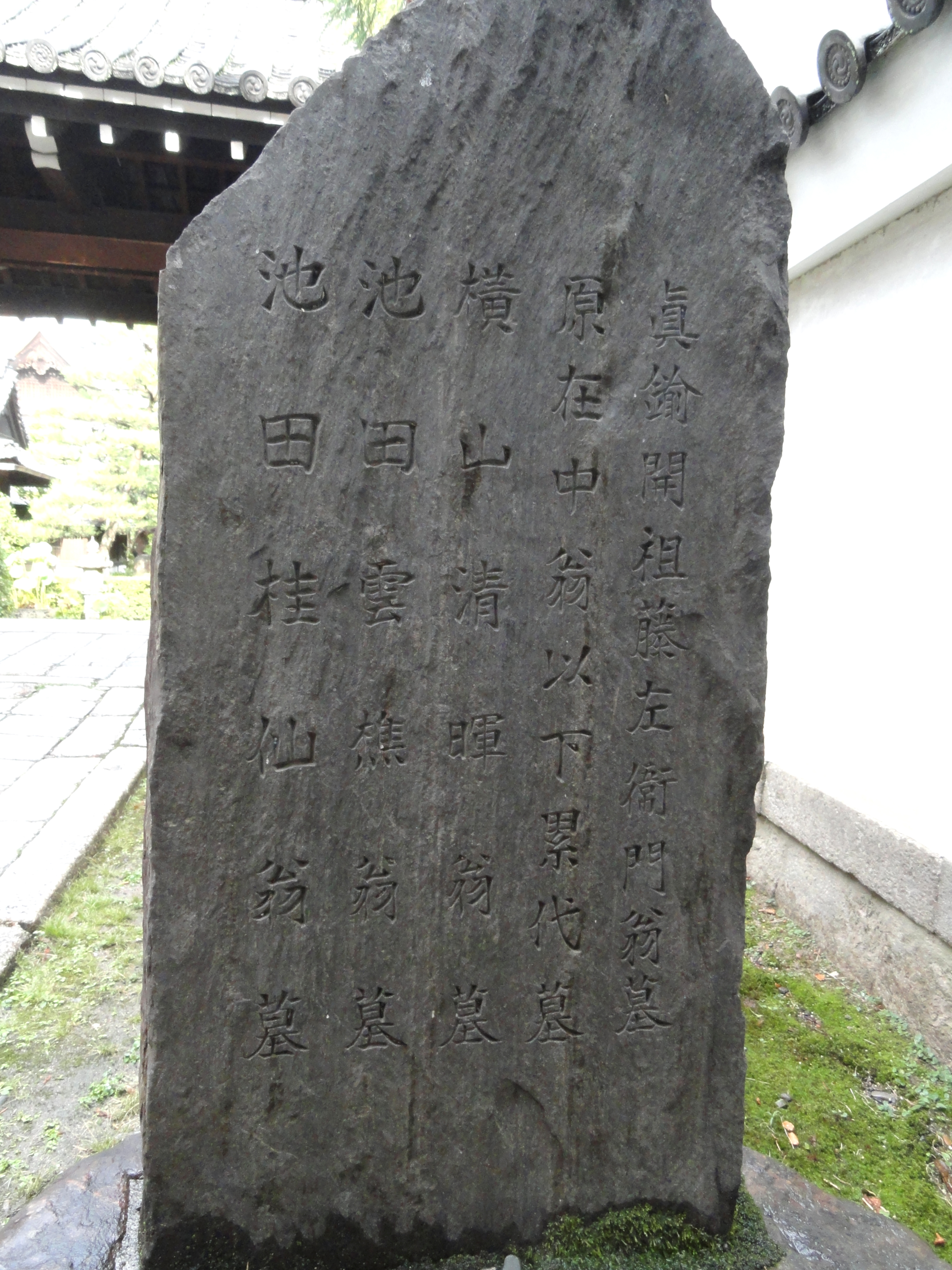
Pierre tombale de Hara Zaichū au Tenshō-ji (2e nom à partir de la droite) à Kyoto

Zaichū est une importante personnalité du monde de l'art de Kyoto et un artiste officiel de cour. Si forte est sa relation à la cour qu'il gagne le surnom Kyūtei-ha (宮廷派), qui reflète son statut de représentant de la cour. Son nom paraît dans les cinq éditions des Heian jinbutsushi, Who’s Who de Kyoto de 1775 à 1830.
Ses quatre fils deviennent peintres professionnels. Les trois ainés, Zaisei (原在正), Zaimei (原在明) et Zaizen (原在善) rejoignent l'atelier Hara. Son cadet, Zaishin, est adopté dans la famille Umeto et travaille sous le nom Umeto Zaishin (梅戸在親). Zaichū demeure actif et son talent intact jusqu'à sa mort en 1837. Il est enterré dans l'enceinte du Tenshō-ji à Kyoto (天性寺).

### Style
Sur le plan thématique, son répertoire est varié, comprenant des paysages, des portraits, des plantes et des fleurs, des animaux, des scènes bouddhiques (仏画) et de dieux (神像). Il est considéré comme particulièrement expert en scènes de cour ainsi qu'en paysages et scènes de la nature. Lorsque commence la construction du palais impérial de Kyoto en 1790, Zaichū se joint aux artistes des écoles Tosa et Kanō et y contribue de plusieurs peintures. Il produit également des fusuma-e (peintures de portes coulissantes) pour des temples de Kyoto tels que le Ninna-ji (仁和寺), le Kennin-ji (建仁寺), le Shōgo-in (聖護院) et le Shōkoku-ji (相國寺). Il travaille sur divers formats et media, des petits emaki (絵巻) manuels, aux kakemono (掛け物) rouleaux suspendus et aux ema (絵馬) planches à prières en bois et aux grands fusuma-e (襖絵).
Le style Hara tend à être décrit par rapport à d'autres styles comme « par exemple se situant quelque part entre les styles Kanō orthodoxe, lettrés chinois et Maruyama ». Les critiques identifient son travail comme délicat et décoratif mais aussi précis, équilibré et élégant. En comparaison avec beaucoup de ses contemporains, il est moins enclin au réalisme et au drame. En conséquence, ses œuvres sont considérées comme « plutôt calmes et discrètes » ou même caractérisées par la « rigidité », pourtant « admirablement adaptée aux besoins de la cour ».

### Évaluation critique
Nombre des peintures de Zaichū étaient conservées dans les temples éminents de Kyoto, fréquentés principalement par la noblesse. En conséquence, ses œuvres n'étaient pas accessibles au public ce qui, selon certains, a nui à sa réputation. En plus de se désespérer de la « fadeur » de l'œuvre de Zaichū, certains critiques modernes ont contesté son statut d'artiste important, arguant que ses œuvres sont essentiellement des imitations d'anciennes peintures chinoises et japonaises plutôt que des pièces originales et créatives.
D'autres reconnaissent son utilisation de prototypes mais suggèrent que ses œuvres montrent un « dynamisme japonais caractéristique ». Pour mémoire, Zaichū a reconnu sa dette envers des œuvres existantes : sur certains tableaux, au lieu de signer de son nom, il a écrit des légendes identifiant les œuvres comme des « copies » ou étant d'« après » un artiste donné.

### Œuvres
En plus de celles exposées au Kyōto-gosho, des peintures de Zaichū se trouvent au musée national de Kyoto (京都国立博物館), au musée Shizuoka (静岡県立美術館), au musée de la ville d'Iida (飯田市美術博物館), au Daitoku-ji, aux temples Ikkyū-ji (一休寺) et Shōkoku-ji (相国寺). À l'extérieur du Japon, le British Museum conserve quelques-unes de ses peintures.

## Hara Zaimei

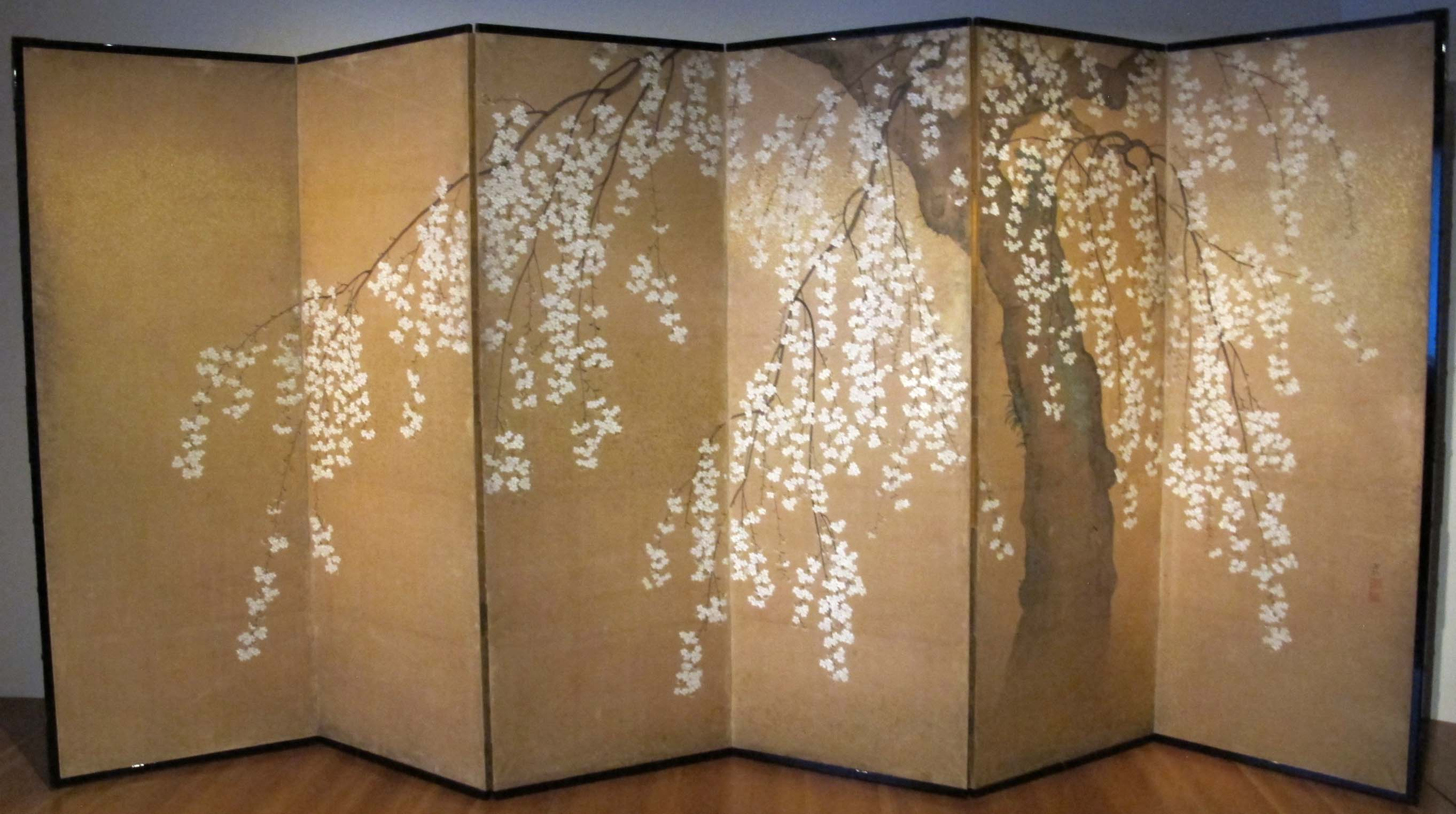
Écran peint par Hara Zaimei

Né en 1778, Zaimei est le second fils de Hara Zaichū. Il étudie la peinture auprès de son père à qui il succède comme deuxième chef de l'académie Hara après la mort de son frère aîné. Il est particulièrement habile à peindre des scènes de cour classiques. Sous Zaimei, l'école Hara est choisie pour diriger l'atelier de peinture officielle attaché au Kasuga-taisha de Nara, une relation qui se poursuit tout au long des générations Hara successives. Zaisen, mort en 1844, est enterré dans l'enceinte du Tenshō-ji.
Parmi ses œuvres les plus remarquables figurent le festival de rouleaux du Iwashimizu Hachiman-gū (石清水臨時祭礼図巻) qui met en scène une procession de festival à un grand sanctuaire de Kyoto. Ses œuvres sont également conservées au musée des beaux-arts de Boston et au British Museum

## Hara Zaishō
Né en 1813, Zaishō est actif durant la fin de l'époque d'Edo et au début de l'ère Meiji. C'est une époque de grand changement au Japon en raison de son ouverture à l'Occident en 1854. Élevé dans la famille Hara comme le fils adoptif de Zaichū, il est nommé troisième chef de l'école. Comme peintre impérial, il est promu au 6e rang supérieur (正六位上), position aristocratique au sein des rangs de la cour.

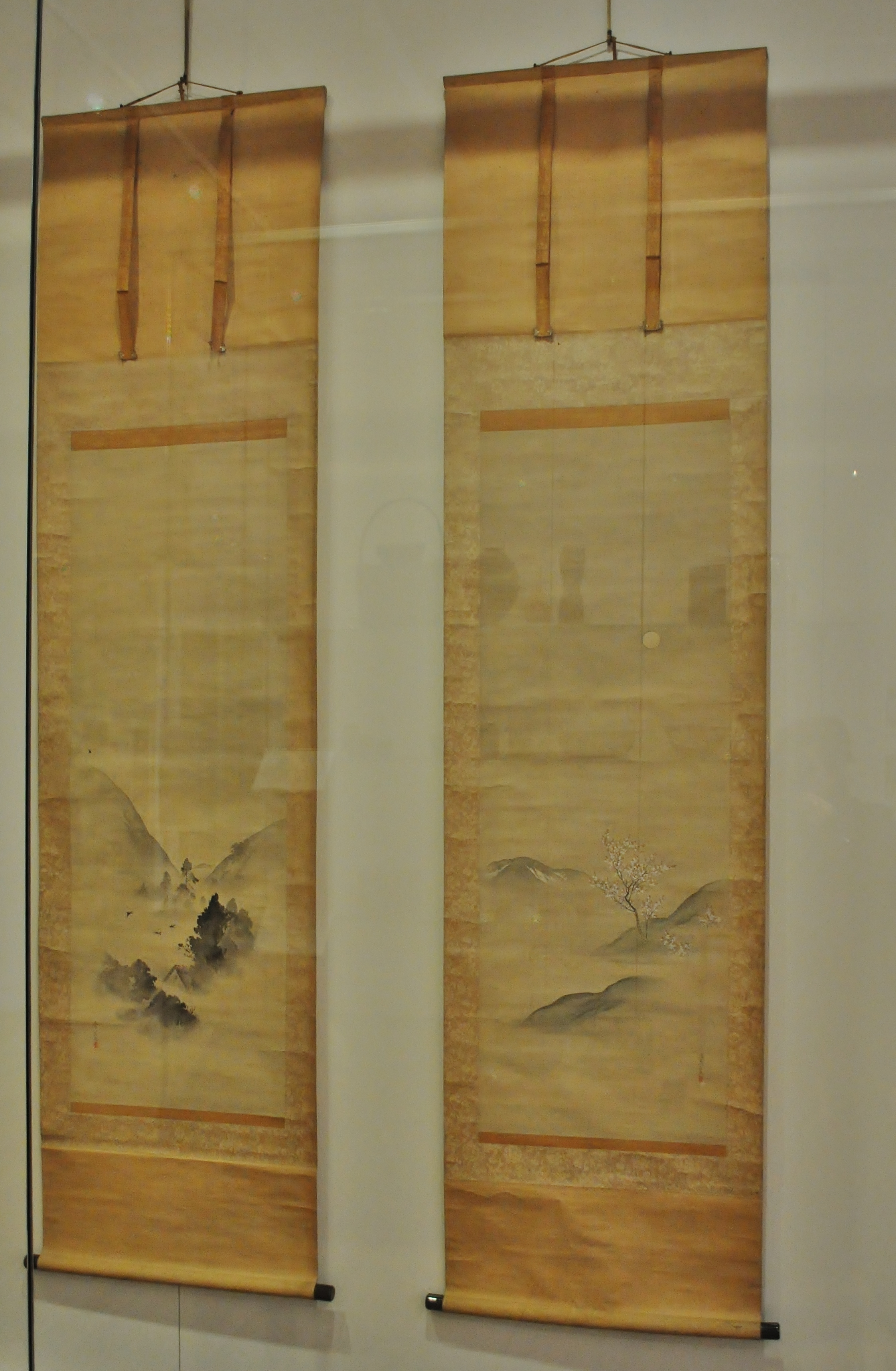
Paysages de printemps et d'automne par Hara Zaishō

Il contribue par des œuvres à la reconstruction du palais impérial de Kyoto à la suite d'un incendie en 1854, l'une des plus célèbres étant un cerisier dans le style fusuma-e dans le Sakura-no-ma (salle de la floraison des cerisier). Mort à 59 ans en 1872, il est inhumé au Tenshō-ji. De nos jours, ses œuvres peuvent être admirées au palais impérial de Kyoto, au musée national de Kyoto et au British Museum.

## Hara Zaisen
Né en 1849 sous le prénom Watanabe, Zaizen change son nom en Hara à l'âge de 9 ans lorsqu'il est adopté par Hara Zaishō. Sa carrière couvre les ères Meiji et Taishō, époque de grande modernisation et d'occidentalisation au Japon. Il devient le quatrième chef de l'académie Hara en 1862 à seulement 13 ans.
Zaisen est particulièrement actif dans le monde de l'art de Kyoto. En 1867, il est choisi pour représenter le Japon à l'Exposition universelle de 1867 à Paris. En 1880, il devient l'un des 43 shusshi (nommés) instructeurs à l'école préfectoral de peinture de Kyoto (京都府画学校) où il continue à enseigner jusqu'en 1894,. Depuis le début de l'ère Meiji, Zaisen est membre de comités d'associations d'art telles que le Joun-sha et le Kōso Kyōhai qui organisent rencontres et concours. De 1882 jusqu'aux années 1890, il participe à un certain nombre de concours nationaux de peinture (Naikoku Kaiga Kyoshinkai) où il remporte plusieurs prix.

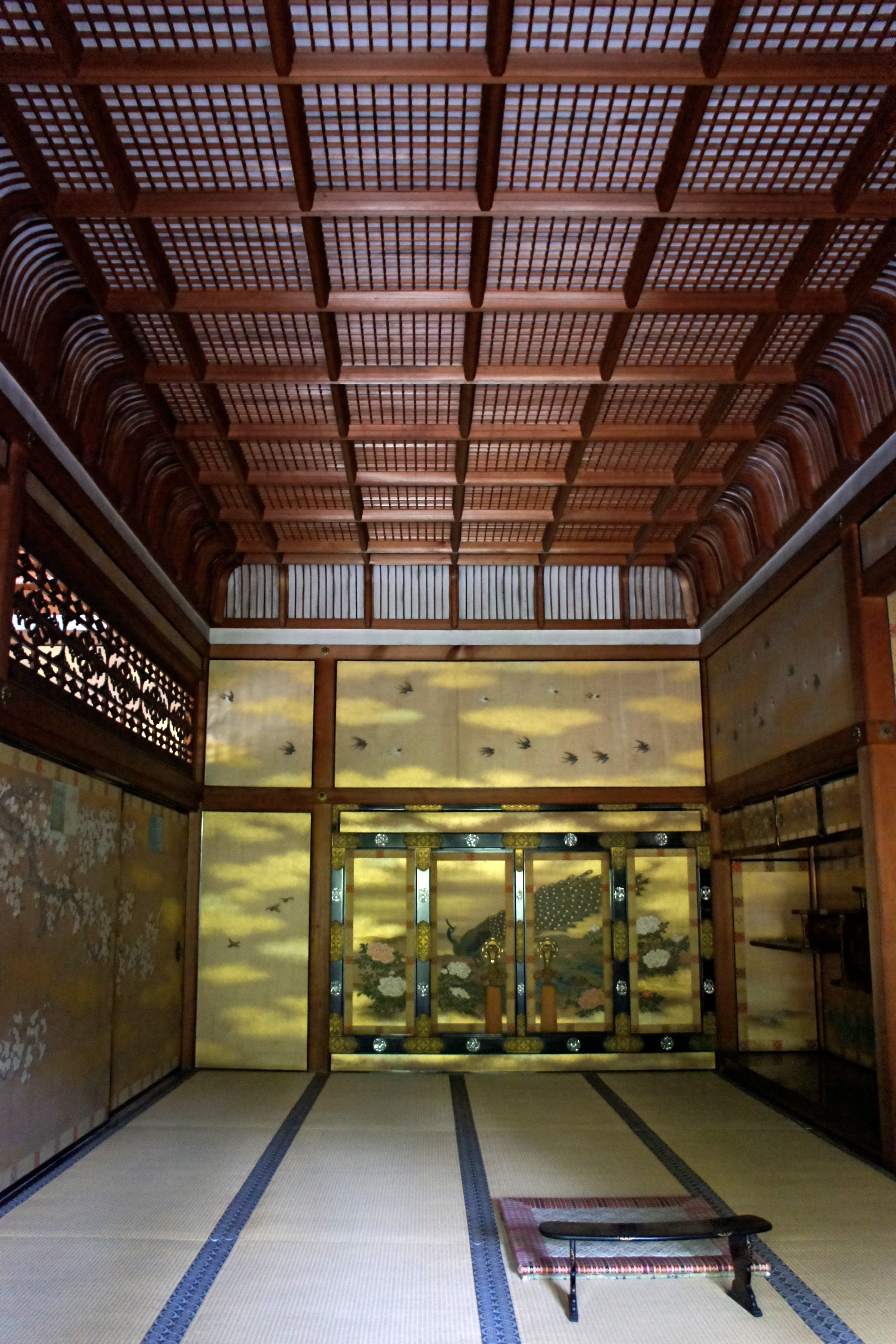
Peintures de Hara Zaisen au Ninna-ji

Zaisen est un maître du yamato-e (大和絵) et un expert en anciennes scènes de cour. Il a été désigné comme le dernier peintre de la cour impériale et, comme les précédents chefs de l'académie Hara, Zaisen a été chargé de décorer le palais impérial de Kyoto. Il a également travaillé à l'occasion pour le Ministère de la maison impériale (en). En 1887, il produit un pin dans le genre fusuma-e. Parmi ses autres œuvres notables figurent des peintures exposées dans le shinden au Ninna-ji effectuées en 1913 qui ont été saluées pour leurs paysages de saison impressionnants et raffinés. Il est aussi célébré pour un rouleau achevé en 1912 destiné à commémorer la mort de l'empereur Meiji. Zaisen meurt en 1916 âgé de 68 ans.
Des exemples de son œuvre se trouvent dans les collections du musée municipal d'art de Kyoto (京都市美術館), du musée des beaux-arts de Boston et du musée national de Tokyo entre autres. Des
documents liés à Zaisen sont conservés dans la collection des archives et de la bibliothèque préfectorales de Kyoto.

## Hara Zaikan
Zaikan naît à Kyoto en 1884. Il est le second fils de Hara Zaisen à qui il succède comme cinquième chef de l'école Hara. Tout en étudiant auprès de son père, il fréquente l'école municipale de peinture de Kyoto (京都市立美術工芸学校) dont il sort diplômé en 1902. Il est fortement incliné vers l'auto-étude, spécialiste des paysages et des images de la flore et de la faune. Il aide son père sur les peintures commandées pour le Ninna-ji jusqu'à leur achèvement en 1914. En 1936, il participe à l'organisation d'une exposition à l'occasion du 100e anniversaire de la mort de Hara Zaichū (在中百年忌遺墨展). Zaikan est en relation avec la noblesse et les prêtres à la tête de prestigieux temples de Kyoto, dont quelques-uns abritent maintenant un certain nombre de ses œuvres. Il meurt en 1957 à l'âge de 73 ans.

## Hara Arinao
Hara Arinao naît à Kyoto en 1922. Il étudie la peinture de style japonais au Collège Municipal de peinture de Kyoto (京都市立絵画専門学校) jusqu'à l'obtention de son diplôme en 1943. Il fréquente ensuite une école de préparation navale avant d'être démobilisé comme premier lieutenant de vaisseau. Après la guerre, il travaille au Kyoto Evening News avant de rejoindre le Konnichian Urasenke, grande organisation faisant la promotion de « La voie du thé ». Il succède à Hara Zaikan comme sixième chef de l'école Hara.

## Autres disciples

### Hara Zaisei (原在正)
Fils ainé de Hara Zaichū, il naît en 1777. Il étudie auprès de son père dont il est dit qu'il aurait surpassé la technique. Il est également connu sous les pseudonymes Shiei (子栄), Shishin (子信) et Chidō (致道). En 1805, il quitte l'atelier de son père afin de résider près du Palais impérial de Kyoto après avoir reçu une promotion en grade. En raison de sa mort prématurée en 1810 à l'âge de 33 ans, il est le seul membre de la dynastie Hara à ne pas participer à décoration du XIXe siècle du palais impérial.

### Hara Zaizen (在善)
Né Hara Ariyoshi en ou vers 1785, Zaizen est le troisième fils de Hara Zaichū. Comme ses frères, Zaizen étudie la peinture auprès de son père et travaille dans l'atelier. Il peint également sous le nom Shishi (子至). Bien que son frère aîné Zaimei succède à la tête de l'école Hara, Zaizen est bien connu dans les cercles d'art et de cour de Kyoto. Son nom apparaît par exemple dans l'édition de 1830 du Heian Jinbutsushi. De nos jours, on peut admirer ses peintures au musée national de Kyoto.

### Umeto Zaishin (梅戸在親)
Zaishin naît en 1795, quatrième fils de Hara Zaichū. En 1808, à l'âge de 13 ans, Zaishin est tenu de quitter la famille Hara pour devenir un fils adoptif au sein de la famille Umeto, proche de l'aristocratie. Il est associé aux pseudonymes Shimin (子民) et Bien (美延). Au sein du système de classement de Kyoto, il atteint la position d'élite de quatrième rang sénior inférieur (正四位下), dépassant son neveu Zaishō de 7 niveaux. Il est connu pour son style subtil et de bon goût. À la mort de Zaichū, il s'occupe d'art pour le Daigo-ji à Kyoto. Il meurt en 1883 à 88 ans.

### Hara Zaigen (原在謙)
Zaigen naît en 1813, fils biologique de Hara Zaimei. Plutôt que de succéder à son père comme troisième chef de l'école, Zaishō est adopté et Zaigen prend le surnom Ōshima (大嶋). Les raisons en sont inconnues, de même que la raison pour laquelle Zaigen ensuite retourne auprès de sa famille de naissance et reprend le nom de Hara. Il est également connu sous les noms Shieki (子益) et Jōsai (靖斎). Il est considéré comme extrêmement habile à la peinture de chevaux et d'équipement équestres. Selon les documents officiels de la famille Hara conservés dans la bibliothèques et les archives préfectorales de Kyoto, il atteint le rang d'umanoōjo (右馬大允), indiquant son statut de peintre officiel des écuries impériales. Il meurt à Kyoto en 1883.

## Source de la traduction
- (en) Cet article est partiellement ou en totalité issu de l’article de Wikipédia en anglais intitulé « Hara school of painters » (voir la liste des auteurs).